# Noboru Ueda

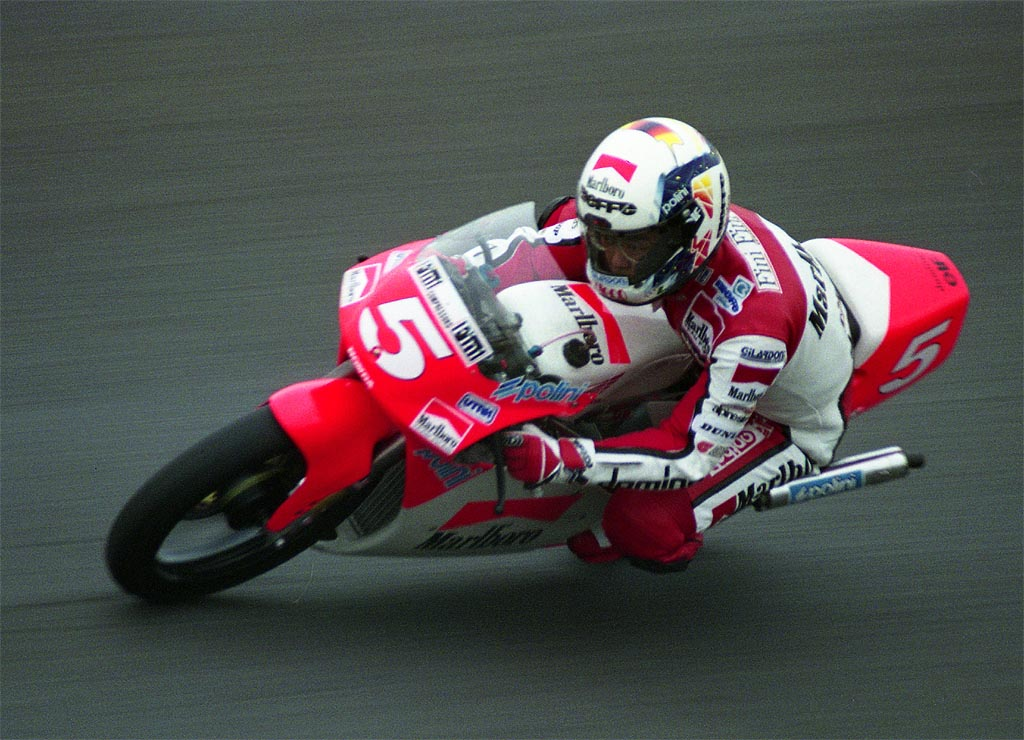
Ueda 1992 auf Honda beim Großen Preis von Japan

Noboru Ueda (jap. 上田 昇, Ueda Noboru; * 23. Juli 1967 in Akabane (heute: Tahara) in der Präfektur Aichi, Japan) ist ein ehemaliger japanischer Motorradrennfahrer.
Ueda, Spitzname Nobby, startete während seiner gesamten Motorrad-WM-Karriere, die von 1991 bis 2002 andauerte, ausschließlich auf Honda in der 125-cm³-Klasse und wurde zweimal Vize-Weltmeister.

## Karriere
Noboru Ueda debütierte 1991 auf Honda bei seinem Heim-Grand-Prix in Suzuka in der 125-cm³-Klasse der Motorrad-Weltmeisterschaft und konnte das Rennen auf Anhieb gewinnen. Dieser Sieg war gleichzeitig der erste japanische Erfolg in der 125er-Klasse seit 1967. In den beiden folgenden Rennen in Australien und Spanien folgte ein dritter Platz sowie ein weiterer Sieg. Danach erreichte der Japaner meist nur noch Platzierungen unter den besten zehn und schloss die Saison als Fünfter der Gesamtwertung ab.
Nach den WM-Platzierungen neun und fünf in den Jahren 1992 und 1993 wurde Ueda auf einer Honda des Teams Givi Racing in der Saison 1994 hinter seinem Landsmann Kazuto Sakata 125-cm³-Vize-Weltmeister. Im Endklassement hatte Ueda lediglich 30 Zähler Rückstand auf Sakata.
Nach dem Absturz auf den zwölften WM-Platz im folgenden Jahr und Rang sieben 1996 musste sich Noboru Ueda in der Saison 1997 mit vier Rennsiegen nur dem in dieser Saison überragenden Italiener Valentino Rossi geschlagen geben und gewann seinen zweiten Vize-Weltmeistertitel. In der folgenden Saison verhinderte ein Armbruch eine gute Endplatzierung, Ueda wurde lediglich WM-Dreizehnter.
Noboru Ueda setzte seine WM-Karriere noch bis 2002 fort, erreichte bis dahin aber nur noch zwei Siege und konnte auch mit seinen WM-Platzierungen nicht mehr an seine erfolgreichsten Jahre anknüpfen.
Bei seinen 160 Starts in der Motorrad-WM gelangen Noburu Ueda 13 Siege, 39 Podiumsplätze, 19 Pole-Positions, sowie elf Schnellste Rennrunden.

## Erfolge
- 1994 – 125-cm³-Vize-Weltmeister auf Honda
- 1997 – 125-cm³-Vize-Weltmeister auf Honda
- 13 Grand-Prix-Siege